# ヴィオラ・ダ・ガンバ属

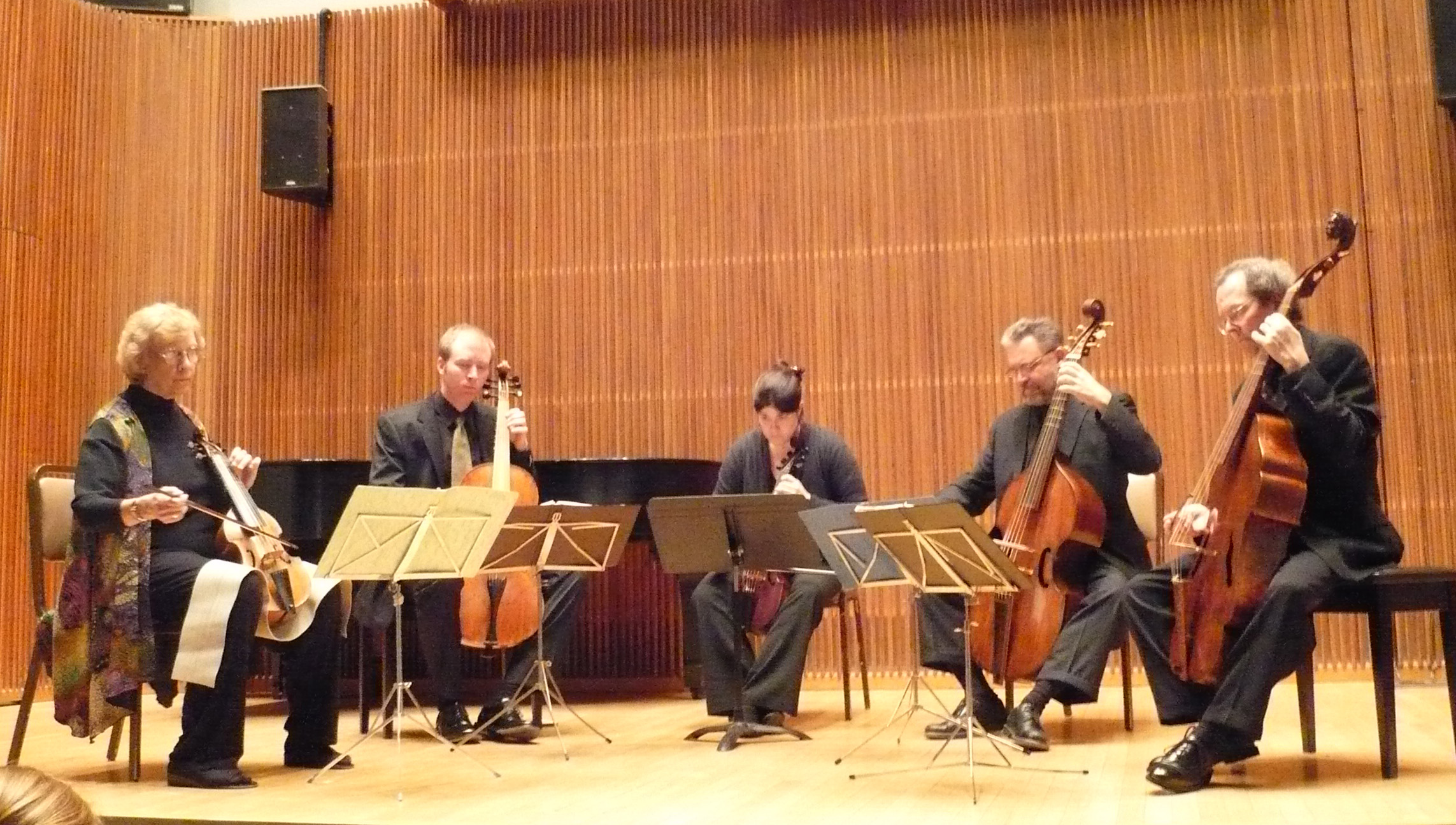
ヴィオラ・ダ・ガンバ属の楽器の合奏。

ヴィオラ・ダ・ガンバ属（ヴィオラ・ダ・ガンバぞく）は弓を用いて演奏する擦弦楽器のグループである。ヴァイオリン属によく似ているが、ネックにフレットを備えること、なで肩の形状、弦の数が一般に6本で4度に調弦されること、などの点で異なる。
ヴィオラ・ダ・ガンバ属もヴァイオリン属と同様に様々なサイズの楽器があり、小さなものから、パルドゥシュ（ハイ・トレブル）、トレブル、アルト、スモール・テナー、テナー、バス、グレート・バス（ヴィオローネ）といった種別がある。ヴィオラ・ダ・ガンバ属はヴァイオリン属と異なり、小さなものでも縦にかまえて脚で支えて演奏する。
ヴィオラ・ダ・ガンバ属は15世紀の終わり頃ヨーロッパに現れ、ヴァイオリン属と並行して使用されてきたが、18世紀後半にはその使用が衰退した。ヴィオラ・ダ・ガンバ属の楽器は現在は概ね古楽器として扱われているが、例外的に現代のコントラバスはヴィオローネと関係が深くヴィオラ・ダ・ガンバ属の特徴を備えている楽器である。